# Sociedad Mercantil Estatal para la Gestión de la Innovación y las Tecnologías Turísticas
Sociedad Mercantil Estatal para la Gestión de la Innovación y las Tecnologías TurísticasSEGITTUR, acrònim SEGITTUR, és una societat estatal espanyola dedicada a la gestió de la innovació i les tecnologies turístiques. El seu principal objectiu és acostar les noves tecnologies al sector turístic, centrant-se en la promoció del turisme a través d'aquestes. Actualment també ostenta la Secretaria i la Presidència per tot Europa de EUREKA Tourism, programa estratègic englobat en la iniciativa intergovernamental EUREKA, que promou la innovació i el desenvolupament tecnològic de la indústria del turisme a Europa. El seu actual director és Enrique Martínez Marín.
Per aconseguir els seus objectius, SEGITTUR desenvolupa accions que:
- Fomentin l'e-commerce entre les empreses turístiques.
- Ajuden a millorar la competitivitat del sector facilitant l'ús de les noves tecnologies.
- Informen i assessoren als diferents agents amb l'objectiu de potenciar la innovació en el sector.
- Promocionin la imatge d'Espanya com a destinació turística.

## Projectes
Entre els projectes que té en marxa destaquen:
- El portal oficial de Turisme d'Espanya: www.spain.info. Conté informació d'Espanya com a destinació turística i facilita la comercialització de serveis relacionats: reserves d'hotels, cercador d'ofertes i paquets turístics, lloguer de vehicles… El contingut es presenta en quatre idiomes (espanyol, anglès, francès i alemany) i es divideix en diferents temàtiques ajustades al perfil del turista. També informa sobre esdeveniments i exposicions que tenen lloc a Espanya. La web inclou 19 versions internacionals amb el contingut traduït i adaptat a diversos països, que són: Alemanya, Àustria, Regne Unit, Estats Units, França, Suïssa, Noruega, Dinamarca, Suècia, Bèlgica, Itàlia, Holanda, Japó, Xina, Canadà, Portugal, Brasil, Mèxic i Rússia.
- Una plataforma de comercialització turística que permet la gestió integral de reserves online de qualsevol tipus de recurs. És una eina que pot implementar qualsevol empresa interessada a desenvolupar el seu comerç electrònic.
- Un servei de creació, suport i hostalatge de llocs web per a allotjaments rurals. D'aquesta forma, molts allotjaments rurals que mancaven de web han aconseguit tenir presència a la xarxa. Totes aquestes web són accessibles des del portal www.unsitioideal.com.

A més dels projectes esmentats, també gestiona un directori de centrals de reserva i un cercador de viatges i ofertes.